# 7132 Casulli
7132 Casulli eller 1993 SE är en asteroid i huvudbältet som upptäcktes den 17 september 1993 av Santa Lucia Stroncone-observatoriet i Stroncone. Den är uppkallad efter italienska amatörastronomen Vincenzo Silvano Casulli.
Asteroiden har en diameter på ungefär 9 kilometer.